# Міра Фухрер
Міра Фухрер (пол. Mira Fuchrer, нар. у 1920 р. у Варшаві, пом. 8 травня 1943 р. там само) — активістка єврейського руху опору у варшавському гетто, член Єврейської бойової організації, учасниця повстання у Варшавському гетто.

## Біографія
Міра Фухрер народилася у Варшаві. Була активісткою єврейської молодіжної організації Га-Шомер га-Цаїр, де, імовірно, познайомилася з Мордехаєм Анелевичем. Вони почали зустрічатися. У вересні 1939 року разом з Анелевичем виїхала до Вільнюса. До Варшави вони повернулися в січні 1940 року. В листопаді обоє опинились у варшавському гетто.
У гетто Міра працювала з подругами Товою Френкель та Рахелею Зильберберґ у невеликій кравецькій майстерні. У 1942 році вона їздила до інших гетто як зв'язкова.
Під час повстання билась у так званому центральному гетто. 8 травня 1943 року разом із Мордехаєм Анелевичем та групою близько 120 повстанців опинилася в бункері на вулиці Мілій, 18. Коли бункер знайшли та оточили німці, повстанці вирішили не піддаватися. За закликом Ізраеля Вільнера більшість із них скоїла самогубство.

## Вшанування пам'яті
Прізвище Міри Фухрер разом із прізвищами 50 інших повстанців, чию ідентичність вдалося встановити, знаходиться на обеліску, встановленому в 2006 році біля підніжжя Кургану Анелевича.